# 브렌다 바크
브렌다 바키(Brenda Bakke, 영어 발음: /ˈbɑːki/, 1963년 5월 15일 ~ )는 미국의 배우이다.
클래머스 폴스에서 태어났다.

## 영화
- 주브나일 (2017년)
- 더 퀵키 (2001년)
- 더 픽서 (1998년)
- 리벤지 2 (1998년)
- 트럭(영어판) (1997년)
- LA 컨피덴셜 (1997년)
- 아메리칸 고딕 (1995년)
- 크리프트 스토리 - 데몬 나이트 (1995년)
- 언더 씨즈 2 (1995년)
- 스타퀘스트 (1994년)
- 집행자 (1993년)
- 그레이 건맨 (1993년)
- 못말리는 람보 (1993년) - 미쉘 로댐 허들스톤 역
- 다니엘 스틸 - 비밀 (1992년)
- 투게더 (1992년)
- 공포의 헬스 크럽 (1990년)
- 스타 파이어 (1990년)
- 건헤드 (1989년)
- 살인 음모 (1989, Nowhere to Run)
- 살인 주먹 (1989년) - 엘렌 역
- 스캐빈져 (1987년)
- 라스트 리소트 (1986년)
- 하드바디 2 (1986년)